# Alla Kosztyantinyivna Cserkaszova
Alla Kosztyantinyivna Cserkaszova (Lviv, 1989. május 5. –) ukrán női szabadfogású birkózó. A 2018-as birkózó-világbajnokságon döntőbe jutott szabadfogásban a 68 kg-os súlycsoportban, és győzött. A 2010-es birkózó-világbajnokságon bronzérmet szerzett. Egyszeres Európa-bajnoki ezüstérmes és kétszeres Európa-bajnoki bronzérmes 67, 69 és 75 kg-ban.

## Sportpályafutása
A 2018-as világbajnokságon a 68 kg-osok súlycsoportjában a döntő során a francia Koumba Selene Fanta Larroque volt az ellenfele.